# Esenyurt
Esenyurt − dystrykt w prowincji Stambuł, Turcji. Położony jest w Europejskiej części Stambułu. Do 2008 był dzielnicą Büyükçekmece. W 2019 zamieszkiwany przez 954 579 osoby.

## Historia
Dystrykt zaczął być budowany w XIX wieku na ziemiach, których posiadaczem był Omera Pasza. Nazwa Esenyurt pochodzi od właściciela ziemskiego Eşkinoza. W latach 1920–1938 do dystryktu przybyło wielu imigrantów z Rumunii i Bułgarii. W ostatnim czasie do Esenyurt emigrują osoby z Ardahan, Kars, Erzurum i Artvin.

## Transport
Dystrykt znajduje się 20km od portu lotniczego Stambuł-Atatürk. Planowana jest budowa linii metra z Esenyurt do Mahmutbey.
Busy publiczne z/do Esenyurt:
- 142E Esenyurt Incirtepe – Aksaray,
- 142K Esenyurt Kiptaş 4. Etap – 5. Etap – Avcılar,
- 142T Esenyurt Public Hospital – TUYAP Exhibition and Conference Centre,
- 429 Kıraç – Yenibosna Metro.

Linie Metrobus z/do Esenyurt:
- 34B Beylikdüzü – Avcılar,
- 34BZ Beylikdüzü – Zincirlikuyu (night service),
- 34C Beylikdüzü – Cevizlibağ,
- 34G Beylikdüzü – Söğütlüçeşme (night service).

## Edukacja
- Uniwersytet w Beykent,
- Elite International Academy.